# Kalotaszegi régi malmok

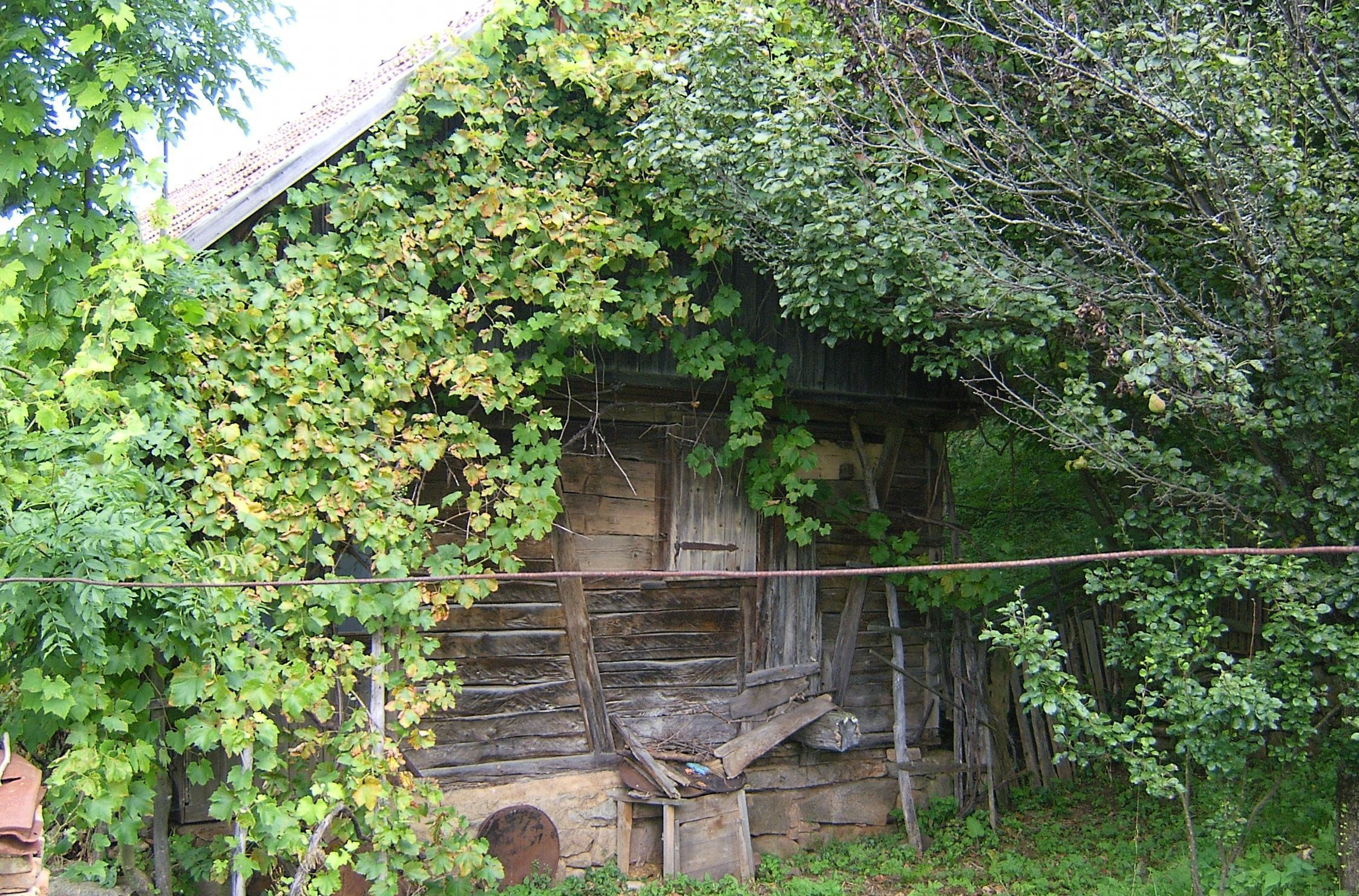
Az egykori kiskalotai malom épülete

Kalotaszegen az első vízimalmokat a Benedek rend szerzetesek építették. A kolozsmonostori konvent jegyzőkönyveiben több adatot található a malmok építéséről, adás-vételéről, adományozásáról és zálogba adásáról. A 15. században említik az andrásházi (1449), bogártelki (1451), mérai (1458), középlaki (1461), zutori (1467), alsójárai (1473), keleceli (1477), székelyjói (1486), mmeregyói (1499), a 16. század első felében pedig az egeresi (1523), magyarnádasi (1517), oláhkalotai (1526), zsombori (1540) és várszai (1552) malmot.
A feudális társadalomban a malomépítés regáléjog volt, mely szerint malma csak a földbirtokosoknak lehetett, de később megfelelő adó (taxa) fizetése ellenében a falvak közösségének, egyházaknak, sőt még a jobbágyoknak is megengedték malmok építését. Így építhetett malmot 1451-ben Nemes János bogártelki jobbágy.
1566-ban Erdélyben a katolikus egyház vagyonát szekularizálták, így a kolozsmonostori apátság, a gyalui püspöki birtok stb. malmaikkal együtt az erdélyi fejedelem tulajdonába került.
Előfordult, hogy az uralkodó a malmot eladományozta, ez történhetett a hideg-szamosi malommal, amelyről az 1652. évi urbárium feljegyezte: „Vagyon a Szamoson Tatamér Simonnak egy alulcsapó lisztelő malma, amit Izabella királyné Asszony levelével bírnak az előbbi urbárium szerint sub dato 1548”. Fejedelmi adományként kerülhetett a református egyház tulajdonába a nagykapusi malom is, amelyről 1679-ben azt írták, hogy „az egy kövű felülcsapó malom donatióval bíratik, jövedelme a református papé”.
A 16. század második felétől, a majorsági gazdálkodás fellendülése következtében, a földbirtokosok egyre több malmot építenek, mert a malom vámja fontos jövedelemforrása volt a földbirtoknak.

## Lisztelő malom
Az önellátó falvak mindegyikében működött egy lisztelő malom. A levéltári kutatások és a helynévanyag vizsgálata alapján 41 kalotaszegi faluban találtak malomra utaló adatokat. 

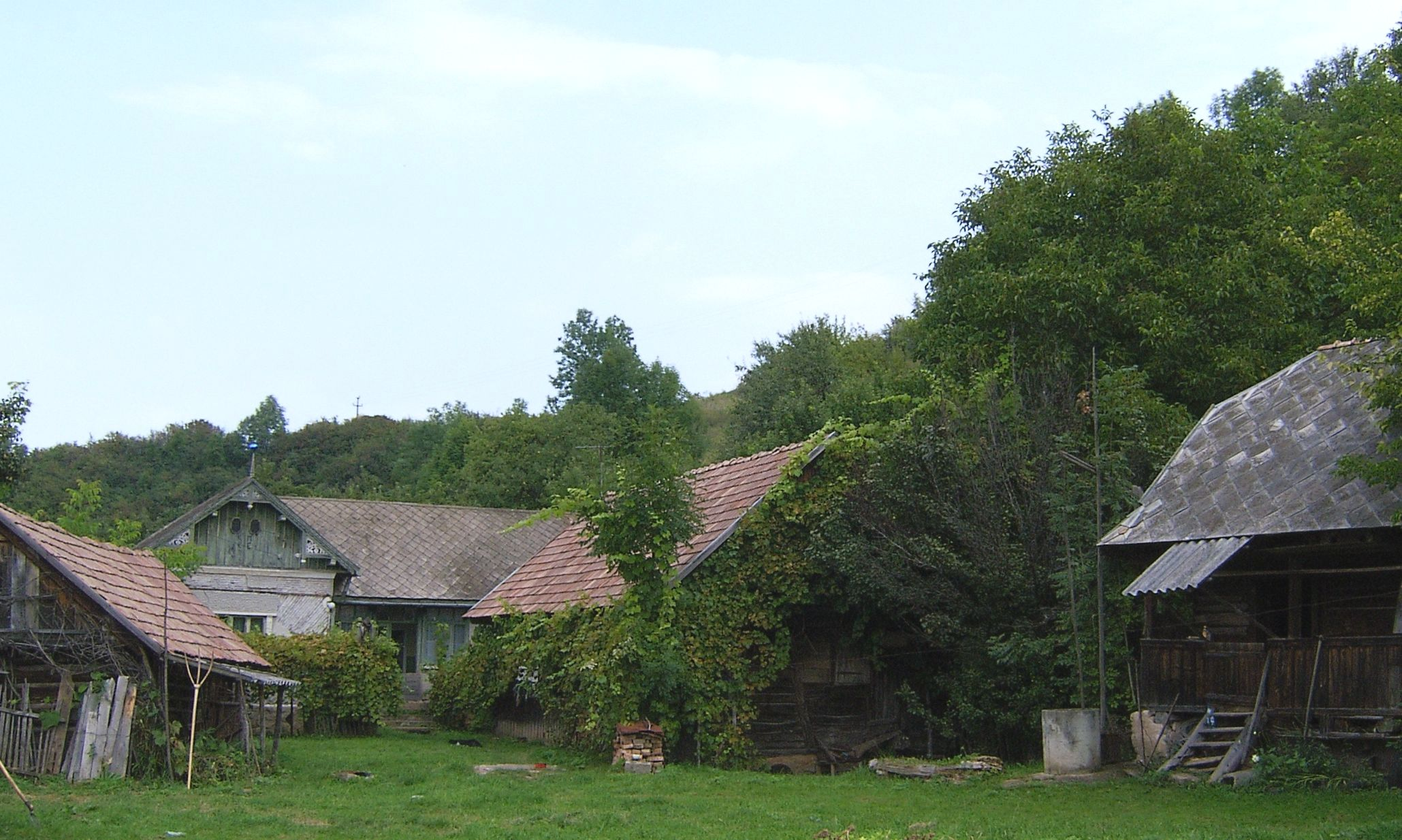
Kiskalotai malom napjainkban

A kalotaszegi malmokat a helybeli ácsok, faragóemberek végezték. A 17-18. századi források 19 településen 60 ácsot és fafaragót említenek.
A földbirtokos-malomtulajdonos a malmot rendszerint bérbe adta az őrlőmolnárnak, aki adót fizetett, de a megőrölt terményből részesedést kaptak.
Kalotaszegen a malmok taxája rendszerint 1 forint volt, amelyet Szent Márton-napján (november 11-én) fizettek, kisebb malmok esetében az összeg kevesebb volt, de még az is előfordult, hogy az aprócska malmokért nem kellett fizetni. 1590-ben Jegenyén négy malomért 1-1 forintot, az ötödikért pedig csak 25 denárt fizettek. 1727-ben Egerbegyen Jankó Vaszilie és Juon egykövű felülcsapó malmukért, Körösfőn pedig Korpos János „pokolüdő malma” is mentesült a fizetség alól. 1732-ben Nádasdarócon Jakab István és Albert jobbágyok egykövű malma után sem járt taxa.
A lisztelő malmok haszna a vámgabonából állt, amelynek kétharmada a földbirtokost illette, az őrlés egyharmada pedig a molnár jövedelme volt. 
Az 1640. évi gyalui urbárium a helybéli malom hasznának elosztásáról a következőket írta: „Az alsó-malom vámjának két része a Várhoz, harmadik része a prédikátornak, negyedik a malommesternek a molnárral együtt jár. Amikor vámot osztanak a Főbírónak két vékát, a Kisbírónak egy vékát, a Kovácsnak mikoron korongvasat s perpencét csinál négy vékát szoktanak adni”.
A malom karbantartása a malommester kötelessége volt. 1645-ben Bánffyhunyadon Molnár Máté, 1652-ben Gyaluban Balogh István, Türében Molnár Máté, Vistában Balogh Péter voltak a malommesterek. 
A malomárkok és gátak megújítását rendszerint a helybéli parasztok végezték. A malom tevékenységének felügyelete, ellenőrzése a malombíró feladata volt.
A molnárok és a falu lakói között gyakran került sor nézeteltérésre, pereskedésre amiatt, hogy a malomtavak, árkok vize elöntötte a szántót vagy kaszálót. 1764-ben Magyarvalkón Bálint István és Vincze János jobbágy pereskedett amiatt, hogy az előbbi malomárkának vize gyakran elönti az utóbbi jó kaszálóját.
A kalotaszegi malmok többnyire vízszintes tengelyű és áttételes szerkezetű felülcsapó patakmalmok, köztük ritkán találunk alulcsapó malmokat. Ezeket a malmokat kemény tölgyfatalpakra építették, boronából rótták, tetőzetük szalmából, zsindelyből készült, ablakaikat lantorna borította. 

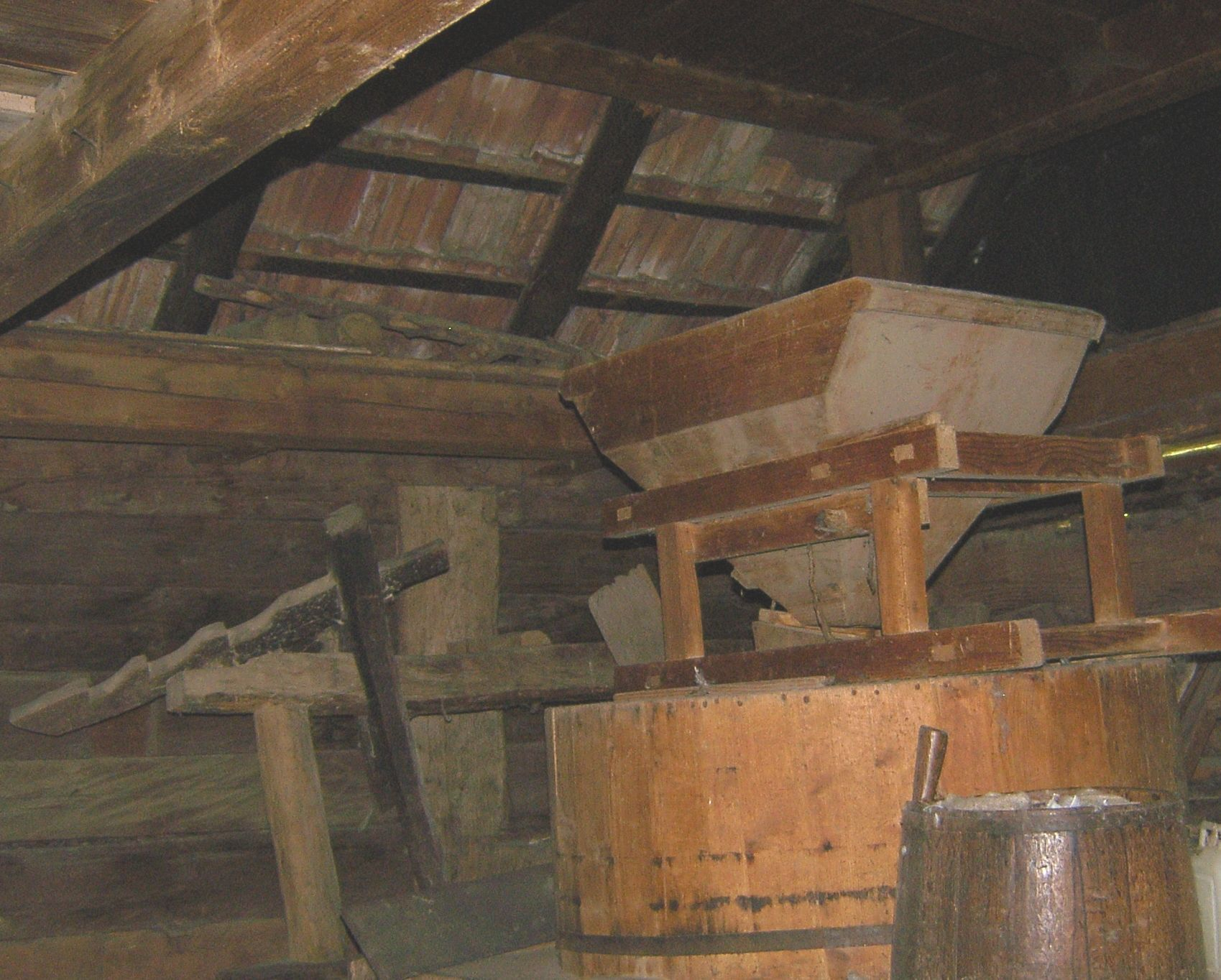
Kiskalotai malom

A jobbágyok malmai többnyire kisebb, egykerekű malmok voltak. 1652. évi összeírás alapján Jegenyén öt malom működött, mind egykerekű és felülcsapó. A földesurak malmai kétkerekűek voltak, ilyenek működtek többek között, 1486-ban a Székelyjó-vizén, 1508-ban az Almás-vizén Zutoron, 1517-ben a halastavon Magyarnádasdon, 1525-ben Mérán, 1612-ben Zentelkén. Az uradalmi központokban: Bánffyhunyadon, Gyaluban, Kalotaszentkirályon három-, illetve négykerekű malmok üzemeltek.
1627-ben az Almási vár lajstroma három malomról számol be. 1640-ben Gyaluban két malom működött. 1764-ben Vistán a régi malom helyén új épült.
A malommal rendszerint egy fedél alatt húzódott meg a molnár háza. A malom mellett álltak a gazdasági épületek. 

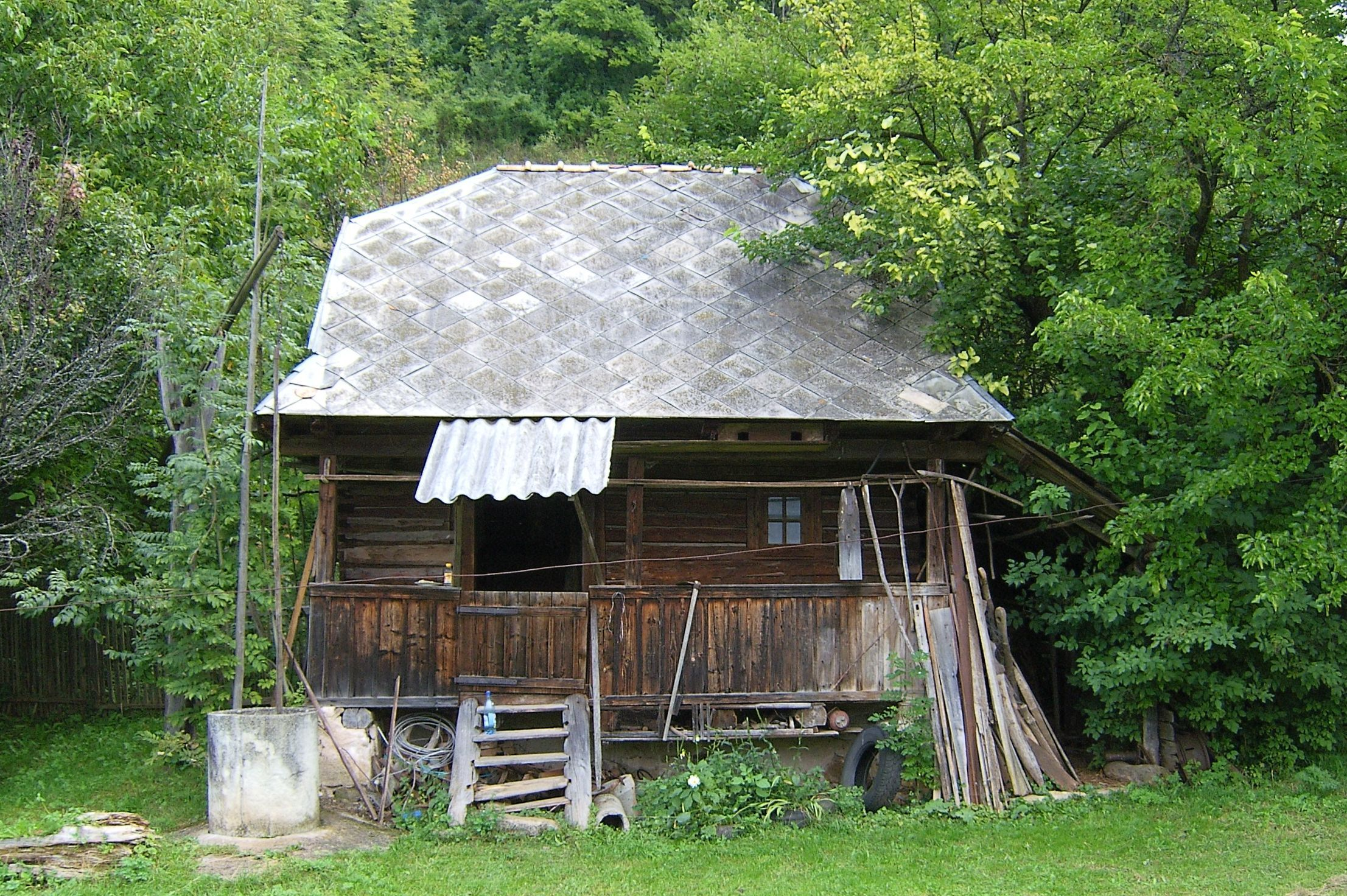
Kiskalotai malom gazdasági épülete

A malom lelkének a malomkő számított, minőségétől, keménységétől függött az őrlés mennyisége és finomsága. A 17. században Kalotaszeg malomkőfejtő központja Sólyomtelke volt.
A 18. században egész Erdély legjelentősebb malomkőfejtő központjának Csicsó (Belső-Szolnok vármegye) számított. Ekkor már a kalotaszegiek is innen hozták a malomköveket.

## Fűrészmalom
Kalotaszeg vidékét hatalmas erdők övezték, amelyeknek faanyagát a folyóvizekre, patakokra épített fűrészmalmok dolgozták fel. 
Az Erdélyi Fejedelemség idején a Hévszamoson és Hidegszamoson működő fűrészmalmok voltak nevezetesek, amelyek elsősorban a fejedelmi tulajdonban lévő gyalui uradalom szükségleteit elégítették ki. A hévszamosi fűrészmalom bérlője 1640–1652 között Tombok Antal fűrészmalom-mester, 1727-ben Tombok Mihály fűrészmolnár volt. Az hidegszamosi fűrészmalomban 1670–1687 között Kis Tamás és Tálas György a fűrészmester, 1737-ben pedig Veres Filep a fűrészmolnár.
Magyarvalkón két fűrészmalom épült, az első 1736-ban, a második 1764-ben. Ez utóbbi építtetője Henter Ádám báró provizora, Szász István, aki megegyezett Szabó István kalotaújfalui fűrészmesterrel, hogy „Ő minden építéshez szükséges faeszközt elkészít s a malmot felállítja, de a provizor faragó és segítő embereket ad. Az építés a szerződés szerint 24 forintba és 10 vékába kerül, előlegül a mester a felét megkapja”.
A 18. század második felében az erdők kitermelése intenzívebbé vált, különösen a Bánffy család Vlegyásza alji birtokán. A kalotaszegi havasokat a jobbágyok szabadon használhatták, így ezek az erdők bőven ellátták a vidék magyar és román lakosságát az építkezéshez és kereskedéshez szükséges faanyaggal. 1796-ban a Bánffy-család az erdőket tilalmasnak nyilvánította ugyan, de a vidék lakói jutányos „taxa” fizetése ellenében továbbra is hozzájuthattak a faanyaghoz. Ekkor a „Bánffy-havasokon” 50 fűrészmalom működött.
A kalotaszegi magyar falvak közül elsősorban Magyargyerőmonostor, Magyarvalkó, Kalotadámos, Kalotaszentkirály, Zentelke, de Bánffyhunyad és az alszegi Farnas, Ketesd, Magyarbikal lakossága is foglalkoztak fakereskedelemmel.
A magyarvalkóiak a kereskedelmükről a következőket vallották: „Az Uraság allodiális havasaiból kevés taxa fizetése mellett famateriálékat készítünk sendelyt, deczkát, léczet, amelyeket az Alföldre szállítva nyereséggel eladjuk, onnan gabonát hozunk”.

## Ványoló malom
A havasokon a juhoknak gyapjából condra posztót készítettek. A gyapjúszövet tömörítést az un. ványoló malmok (kallómalom) végezték. Ezek a malmok a tiszta vizű havasi patakok mentén épültek, a vályúkban a napsugár a vizet néhány fokkal felmelegítette, így alkalmassá tette a ványolás (tömörítés) elvégzésére.
Formájukat tekintve a ványoló malmok a többi malomhoz hasonlítottak. 
1820-ban a Conscriptio Czirákyana (Cziráky-féle úrbéri összeírás) több ványoló malom működéséről tudósított. A farnasiak szerint: „a Havason nagy divatja van a czondra posztó mívelésének”. Kalotán és Meregyón „jó ványolómalmok működtek, amelyeken az öltözetre való gyapjúszöveteket megványolhatták”. Felsőfüldön „az asszonyok a czondra posztó művelését űzték”. A Szamos vizén több ványolómalom működött: Hidegszamoson három, Hévszamoson egy.

## Külső hivatkozások
- Magyarvalkó honlapja